# وستفیلد (آیووا)
وستفیلد (به انگلیسی: Westfield) شهری در ایالت آیووا کشور ایالات متحده آمریکا است که جمعیت آن در سرشماری سال ۲۰۱۰ میلادی، ۱۳۲ نفر بوده‌است.